# Kob (Mbengwi)
Kobg (ou Kop) est l'un des 23 villages de la commune de Mbengwi, département de la Momo de la région du Nord-Ouest du Cameroun.

## Population
Lors du recensement de 2005, la localité comptait 262 habitants.
Une étude locale de 2011 a évalué la population à 1 185 personnes.

## Équipements
Le village de Kob accueille un établissement de santé, une salle communautaire.